# José Ferreira Prego
José Ferreira Prego ComC (7 de Janeiro de 1810 - 16 de Outubro de 1886), 2.º Barão de Samora Correia, foi um empresário agrícola português.

## Família
Filho natural legitimado e sucessor de João Ferreira Prego, 1.º Barão de Samora Correia, e de mãe incógnita.

## Biografia
Foi Fidalgo da Casa Real e Comendador da Real Ordem Militar de Nosso Senhor Jesus Cristo.
O título de 2.º Barão de Samora Correia foi-lhe renovado por Decreto de D. Maria II de Portugal de 30 de Janeiro de 1850.

## Casamentos e descendência
Casou primeira vez com Mariana Vitória do Carmo da Rocha (? - 8 de Janeiro de 1854), sem geração.
Casou segunda vez com a 7 de Janeiro de 1856 com sua prima-irmã Maria da Madre de Deus Correia Godinho, filha do 1.º Visconde de Correia Godinho e irmã do 2.º Visconde de Correia Godinho e do 1.º Visconde de Rio Sado. Foram pais de Carlos Ferreira Prego, 3.º Barão de Samora Correia.